# Mavra
A Mavra egyfelvonásos opera buffa, amelyet Igor Stravinsky írt, az ő neoklasszicista pályaszakaszának egyik legkorábbi műve. Az opera librettójának alapja Alekszandr Puskin A kolomnai házikó című verse. A Mavra körülbelül 25 percet ölel fel, két ária, egy duett, és egy kvartett jellemzi a négy szereplő előadásában. Az opera kifejezi tiszteletét az orosz írók előtt, és kigúnyolja a burzsoá viselkedést, valamint a Rómeó és Júlia típusú romantikát. Philip Truman a 19. századi komikus opera kigúnyolását is felfedezni vélte a zenében. A művet Puskin, Glinka, és Pjotr Iljics Csajkovszkij emlékére ajánlotta.
A Mavrát Párizsban mutatták be először 1922. június 3-án a Théâtre national de l'Opérában, a zenekart Grzegorz Fitelberg vezényelte. Az opera premierje kudarcot vallott, részben azért, mert a Párizsi Opera hatalmas tere nem illett a rövid, négyszereplős operához.
Stravinsky nagyon nagyra értékelte ezt a művét, egyszer azt mondta, hogy "nekem úgy tűnik, hogy a Mavra a legjobb dolog, amit alkottam". A premier után Erik Satie dicsérte az alkotást. Stravinsky maga ellenségesen reagált azokra, akik művét később bírálták.
Az operát az Egyesült Államokban a Philadelphia Grand Opera Comnpany mutatta be a philadelphiai Zeneakadémián 1934. december 28-án Maria Kurenkóval, aki Parasha szerepét játszotta; a zenekart Alexander Smallens vezényelte. A Santa Fe Opera 1962-ben vitte színpadra.
A1 mű első áriáját cselló és zongora kíséretre írták át, ezt a változatot Msztyiszlav Rosztropovics "Orosz Dal" címen adta elő.

## Cselekmény
Hely: orosz falu
Idő: 1840 körül
Parasha szerelmes szomszédjába, Vaszilijba, aki fiatal huszár, de a szerelmesek nehezen találkozhatnak. Miután elénekelnek egy duettet, Vaszilij távozik és Parasha anyja lép színre. Az anya elpanaszolja, hogy milyen nehéz új cselédet találni a régi cseléd, Thecla halála után. Az anya megparancsolja a lányának, hogy találjon egy új cselédet. Parasha eltervezi, hogy cselédként Vaszilijt becsempészi a házba, Mavra néven. A csel kezdetben sikeres, Parasha és Vaszilij boldogok, hogy egy fedél alatt lehetnek. Parasha és az anyja sétálni mennek. Ekkor Vaszilij borotválkozni kezd. A hölgyek visszatérnek és zavarba jönnek, amint az új cselédet borotválkozás közben pillantják meg. Vaszilij kiszökik az ablakon, az anya elájul, a szomszéd berohan, hogy segíteni próbáljon, Parasha panaszkodik, hogy elvesztette fiatal szerelmét.

## Beosztás
1. Nyitány
2. Parasha dala
3. A huszár cigánydala
4. Párbeszéd
5. Az anya dala
6. Párbeszéd
7. Duett
8. Párbeszéd
9. Kvartett
10. Párbeszéd
11. Duett
12. Párbeszéd
13. Mavra dala
14. Coda

## Felvételek
- Columbia 72609: Susan Belinck, Mary Simmons, Patricia Rideout, Stanley Kolk; CBC Symphony Orchestra; Igor Stravinsky, conductor[8]
- Decca: Joan Carlyle, Helen Watts, Monica Sinclair, Kenneth Macdonald; L'Orchestre de la Suisse Romande; Ernest Ansermet, conductor
- Chandos CHA 9488: Tatyana Kravtsova, Olga Korzhenskaya, Olga Markova-Mikhailenko, Alexei Martynov; Netherlands Wind Ensemble; Thierry Fischer, conductor
- BMC 118: Maria Fontosh, Ludmila Schemtschuk, Lili Paasikivi, Valerij Serkin; German Youth Philharmonic, Gothenburg Symphony; Péter Eötvös, conductor[9]

## Fordítás
- Ez a szócikk részben vagy egészben  a   Mavra című angol Wikipédia-szócikk ezen változatának fordításán alapul.  Az eredeti cikk szerkesztőit annak laptörténete sorolja fel. Ez a jelzés csupán a megfogalmazás eredetét és a szerzői jogokat jelzi, nem szolgál a cikkben szereplő információk forrásmegjelöléseként.